# ۱۸۰ (فیلم ۲۰۱۱ آمریکایی)
۱۸۰ یک فیلم مستند ۳۳ دقیقه‌ای ضد سقط جنین از ری کامفورت است که در سال ۲۰۱۱ منتشر شد…